# Мамедова Діана Русланівна
Діана Русланівна Мамедова (азерб. Diana Mammədova; нар. 5 березня 1998) — азербайджанська футболістка, півзахисниця російського клубу «Єнісей» та національної збірної Азербайджану.

## Життєпис
Вихованка російського футболу, починала займатися вище вказаним видом спорту з першого класу. У 2011 році перейшла в футбольну школу «Єнісей» (Красноярськ). Перший тренер — Тетяна Леонідівна Лук'яненко. Ставала переможницею Спартакіади шкіл Росії (2012). Також виступала в футзалі, в сезоні 2012/13 років стала бронзовим призером першості Росії в своєму віці і найкращою бомбардиркою турніру (17 голів).
Ще в юному віці почала виступати за дорослий склад «Єнісей» в першому дивізіоні Росії. Брала участь в матчах фінального турніру першого дивізіону 2013 року, де красноярський клуб зайняв друге місце. Після виходу «Єнісея» до вищого дивізіону футболістка переведена в резервний склад, де провела два сезони. У 2018 році визнана найкращою гравцчинею «Єнісея-2». У 2019 повернулася до основного складу клубу, а 11 квітня 2019 року зіграла свій дебютний матч у вищій лізі, з'явившись на полі в перерві гри проти «Чертаново» замість Анастасії Грініної. Усього в сезоні 2019 роки провела 12 матчів у вищій лізі.
Також виступала за команду Сибірського федерального університету, ставала переможницею російських і європейських студентських змагань.
На міжнародному рівні з 2014 року представляє Азербайджан, виступала за юніорську і молодіжну збірну країни. Восени 2019 року зіграла перші офіційні матчі за національну збірну Азербайджану у відбірковому турнірі Чемпіонату Європи 2021.